# Riccardo Zoidl
Riccardo Zoidl (nascido em 8 de abril de 1988, em Linz) é um ciclista austríaco, que atualmente compete para a equipe Trek Factory Racing.